# Corning Inc.
Corning Incorporated es un fabricante estadounidense de vidrio, cerámica y materiales relacionados, principalmente para aplicaciones industriales y científicas. La compañía era conocida como Corning Glass Works hasta 1989, cuando cambió su nombre a Corning Incorporated. En 1998, Corning se desprendió de sus líneas de consumo (pirocerámica "CorningWare"; vajillas "Corelle" y útiles de cocina "Pyrex") vendiéndoselas a la compañía World Kitchen (aunque todavía posee aproximadamente un 8% de estas tres marcas).
En 2014,  Corning mantenía cinco sectores de negocio principales: Tecnología de Pantallas, Tecnología Medioambiental, Ciencias Biológicas, Comunicaciones Ópticas, y Materiales Especiales.
Corning está implicada en dos alianzas empresariales: Dow Corning y Pittsburgh Corning.
Quest Diagnostics y Covance fueron dos empresas derivadas de Corning en 1996.

## Historia

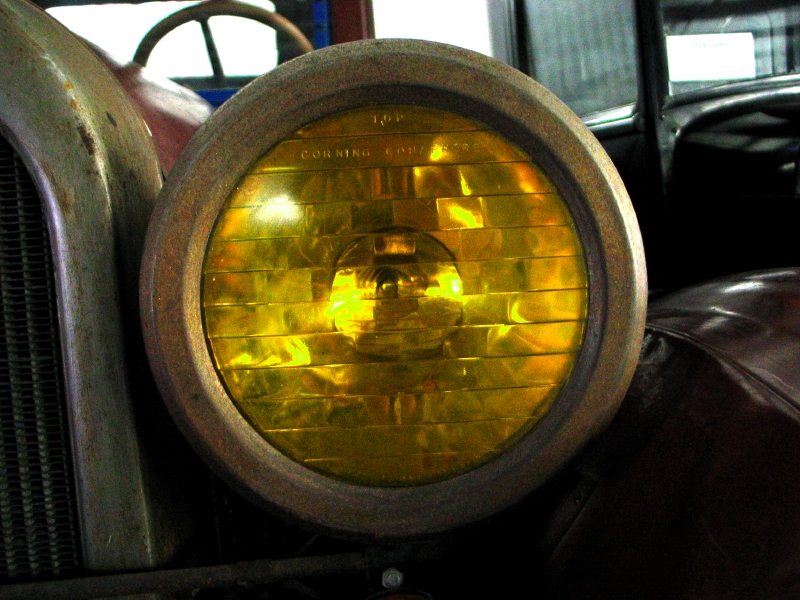
Uno de los primeros faros con lentes, el Corning Conaphore. Se muestra la versión de vidrio de color amarillo selectivo "Noviol".

Corning Glass Works fue fundada en 1851 por Amory Houghton, en Somerville (Massachusetts), originalmente como la "Bay State Glass Co". Posteriormente se trasladó a Williamsburg (Brooklyn), Nueva York, operando como la "Brooklyn Flint Glass Works". La compañía se mudó otra vez a su sede definitiva, la ciudad de Corning (Nueva York) en 1868 bajo el liderazgo del hijo del fundador, Amory Houghton, Jr.
Siglo y medio después, Corning continúa manteniendo su sede mundial en Corning, N.Y. La firma también estableció allí uno de los primeros laboratorios de investigación industrial en 1908, donde se han desarrollado tanto productos relacionados con el vidrio, como nuevas líneas de productos (los convertidores catalíticos y los filtros para motores diésel son un buen ejemplo). Corning tiene una larga tradición en el desarrollo comunitario y ha asegurado a los dirigentes locales su voluntad de mantener los "cuarteles generales" de la empresa en la pequeña ciudad del estado de Nueva York donde nació.
El espejo de 200-pulgadas (5,1 m) de diámetro del telescopio reflector del Instituto de California de Tecnología del Observatorio de Monte Palomar fue realizado por Corning entre 1934 y 1936 utilizando vidrio de borosilicato de baja expansión.  En 1932, George Ellery Hale planteó a Corning el reto de fabricar la óptica de su proyecto de Palomar. Un intento anterior de fabricar el espejo con cuarzo fundido había fracasado. El primer intento de Corning también falló: el vidrio presentaba huecos. Utilizando las lecciones aprendidas, Corning tuvo éxito en la fundición del espejo en su segundo intento. Después de un año de lento enfriamiento de la colosal pieza (durante el que casi se perdió por culpa de una inundación) en 1935 el espejo estuvo terminado. El primer espejo fallido ahora se exhibe en el "Corning's Museum of Glass".
En 1935, Corning formó una sociedad con Owens-Illinois, organizándose la empresa conocida como "Owens Corning", que se constituyó como compañía separada en 1938.
La Segunda Guerra Mundial y la estrategia gubernamental del manejo "disruptivo" y "por encargo" de la investigación lanzó a la compañía a una serie de innovaciones basadas en el trabajo científico.
En 1962 Corning desarrolló un nuevo vidrio endurecido de seguridad para parabrisas de automoción, más delgado, más ligero, y con la propiedad de romperse en gránulos pequeños, reduciendo el riesgo de daños personales en caso de accidente. Este vidrio templado tenía una capa exterior endurecida químicamente, y su fabricación incorporaba un intercambio de iones y un "proceso de fusión" en los hornos especiales que Corning construyó en su planta de Blacksburg, Virginia. Corning lo desarrolló como una alternativa a los parabrisas laminados con la intención de convertirse en proveedor de la industria del automóvil. El nuevo parabrisas se montó por primera vez en el año 1970 en los modelos Javelin y AMX de American Motors Corporation (AMC). Mientras no se implantaron estándares de seguridad obligatorios para los parabrisas de los vehículos de motor, los mayores fabricantes no tuvieron un incentivo financiero para utilizarlo existiendo productos más baratos. Corning rescindió su proyecto de parabrisas en 1971, después de que resultase "uno de los fracasos más grandes y más caros de la compañía". Aun así, como muchas innovaciones de Corning, el proceso especial para fabricar este vidrio ha encontrado posteriormente una nueva aplicación, y hoy es la base de su muy provechoso negocio de vidrio para LCD.
A finales de la década de 1970, la compañía anunció que sus investigadores Robert D. Maurer, Donald Keck, Peter C. Schultz, y Frank Zimar habían conseguido una fibra óptica con una baja atenuación de 17 dB por kilómetro dopando vidrio de sílice con titanio. Unos cuantos años más tarde produjeron una fibra con una atenuación de tan solo 4 dB/km, utilizando óxido de germanio como dopante, permitiendo la aplicación práctica de la fibra óptica para telecomunicaciones y sistemas de red. Corning se convirtió en el principal fabricante del mundo de fibra óptica.
En 1977, se prestó una atención considerable al proyecto del vidrio "Z Glass" de Corning, un producto utilizado en los tubos catódicos de los televisores. Debido a una serie de factores objeto de reclamación, este proyecto se convirtió en una considerable pérdida de beneficio y de productividad. Al año siguiente el proyecto tuvo una recuperación parcial. Este incidente ha sido citado como caso de estudio por la Escuela de Negocios de Harvard.
Los beneficios de la compañía se resintieron a finales de la década de 1990 durante el auge de las empresas punto-com. Corning expandió sus operaciones de fibra significativamente con varias nuevas plantas. La compañía también se introdujo en el negocio fotónico, invirtiendo fuertemente con el propósito de convertirse en el principal proveedor de sistemas completos de fibra óptica. El fracaso en el negocio fotónico y el derrumbamiento en 2000 del mercado financiero punto-com tuvo un impacto importante en la compañía, y la cotización de Corning llegó a desplomarse a 1 dólar por acción. Aun así, a partir de 2007 la compañía registró cinco años consecutivos de mejora de sus resultados financieros.

## Tecnologías actuales
En 2011 Corning anunció la expansión de las instalaciones existentes y la construcción del complejo "Gen 10" localizado junto a la planta de fabricación de la Empresa Sharp en Sakai, Osaka, Japón. El substrato de vidrio del LCD está producido sin metales pesados. Corning es el principal fabricante del vidrio utilizado en las pantallas LCD.
La compañía continúa produciendo cable y fibra ópticos para la industria de comunicaciones en sus plantas de Wilmington y Concord en Carolina del Norte. Es también un fabricante importante de dispositivos cerámicos de control de emisiones en coches y camiones ligeros con motores de gasolina. La compañía también está invirtiendo en la producción de productos cerámicos de control de emisiones para motores diésel a raíz de estándares de contaminación más estrictos para estos motores tanto en los EE. UU. como en otros países.
En 2007 Corning introdujo una fibra óptica, ClearCurve, que utiliza tecnología nanoestructural para facilitar el pequeño radio de doblado necesario en las instalaciones de conexión por fibra (FTTX).
El Gorilla Glass es un vidrio álcali-aluminosilicato de capa delgada y alta resistencia utilizado como cubierta protectora contra los arañazos en muchos dispositivos con pantallas táctiles. Salió a la venta en 2008. Según el libro "Steve Jobs" de Walter Isaacson, el Vidrio Gorila fue utilizado en el primer iPhone comercializado en 2007.
El 25 de octubre de 2011 Corning  anunció el "Lotus Glass", un  vidrio ambientalmente respetuoso y de alto rendimiento desarrollado para pantallas OLED y LCD.
Corning invierte aproximadamente el 10% de sus ingresos en investigación y desarrollo, y ha destinado 300 millones de dólares para ampliar sus instalaciones de investigación de Sullivan Park, cercanas a la sede de Corning, Nueva York.
Corning Incorporated también fabrica un sílice fundido de alta pureza empleado en sistemas de microlitografía, un vidrio de baja expansión utilizado en la construcción de la base de espejos reflectantes, ventanas para los transbordadores espaciales de EE. UU., y el vidrio ornamental "Steuben". El número de instalaciones de Corning que todavía emplean los tradicionales depósitos de vidrio molido ha declinado con los años, pero mantiene la capacidad de suministrar vidrio en bruto o acabado de muchos tipos.
Corning está comprometida en la investigación y desarrollo de la fabricación de láseres no contaminante, eliminación del mercurio, microreactores, materiales fotovoltaicos, y vidrios de silicio.

## Otras actividades
Corning emplea aproximadamente 34.000 personas en todo el mundo y tuvo ventas por valor de 10.217 millones de dólares en 2014. Figura desde hace muchos años entre las 500 compañías más grandes del mundo según la revista Fortune, con la posición 343 en 2014.
A pesar de que la compañía ha sido de propiedad pública durante mucho tiempo, James R. Houghton, tataranieto del fundador, fue presidente del consejo de administración de 2001 a 2007. Con el paso de los años la participación en la empresa de la familia Houghton se ha reducido a aproximadamente al 2%. Wendell P. Weeks ha permanecido con la compañía desde 1983 y a partir de marzo de 2013 accedió a los cargos de director, jefe ejecutivo, y presidente.
A lo largo de su centenaria historia, Corning inventó un proceso para la producción rápida y económica de los bulbos de las bombillas, incluyendo el desarrollo del vidrio para la bombilla de Edison. Fue un fabricante importante de paneles y campanas de vidrio para tubos televisivos, e inventó y produjo el Vycor (vidrio para alta temperatura con elevada resistencia al choque térmico). También inventó y ha producido el "Pyrex", el vidrio-cerámico para utensilios de cocina "CorningWare Pyroceram", y el "Corelle", un vidrio resistente para vajillas. Corning fabricó las ventanas para los principales vehículos espaciales estadounidenses, y suministró la base del espejo primario del Telescopio espacial Hubble. Corning ha ganado la Medalla Nacional de Tecnología cuatro veces por sus productos y procesos innovadores.
En julio de 2008 Corning anunció la venta de Steuben Glass Works a Steuben Glass LLC, una filial de la empresa de equidad privada Schottenstein Stores Corporation. Steuben Glass había estado en pérdidas durante más de una década, perdiendo 30 millones de dólares en los anteriores cinco años.

## Críticas a la empresa
El 25 de abril de 2006, la compañía revisó sus declaraciones financieras históricas para reflejar la contabilidad apropiada y el impacto primario en sus cuentas del aumento de la cobertura de su responsabilidad por el uso de asbesto, fijada en 94 millones de dólares.
En diciembre de 2011, la organización Public Campaign criticó a Corning por gastar 2,81 millones de dólares en grupos de presión y por no pagar impuestos entre 2008 y 2010, consiguiendo en cambio 4 millones en devoluciones de impuestos, a pesar de declarar un beneficio de 1.980 millones y teniendo una compensación total para sus 5 máximos ejecutivos de entre 35 y 45 millones de dólares por año. En julio de 2012, Susan Ford, vicepresidenta fiscal de Corning, fue criticada por declarar ante un Comité Fiscal del Gobierno que "el alto índice de impuestos corporativos soportado por los fabricantes americanos implantados en Estados Unidos, es una desventaja respecto a los competidores con sedes en otros países", a pesar del hecho de que en 2011 Corning pagó impuestos en un porcentaje real del −0.2%.

### Lecturas relacionadas
- Gardiner, Bryan (24 de septiembre de 2012). «Glass Works: How Corning Created the Ultrathin, Ultrastrong Material of the Future». Wired.
- «The Trials of Amory Houghton Jr.». Forbes. September 1977. Archivado desde el original el 4 de marzo de 2016.